# Gouden Buys
Die Gouden Buys (deutsch Goldene Büse) war ein so genanntes „Spiegelretourschip“ (East Indiaman oder Pinassschiff) der Vereinigten Ostindischen Kompanie (niederländisch: Vereenigde Oostindische Compagnie; abgekürzt: V.O.C. bzw. VOC oder Kompanie („Compagnie“)) aus Enkhuizen. Das Schiff mit einer Länge von 130 Fuß (39,6 Meter) wurde 1693 gebaut.
Nach einer äußerst unglücklichen Reise legte die Gouden Buys im Oktober 1693 an der St. Helena Bay in Südafrika an. Von den ursprünglich 190 Menschen an Bord waren nur einige wenige Seeleute am Leben, lediglich sieben Mann waren noch einigermaßen gesund. Der Rest der Besatzung war an Skorbut und weiteren auf dem Schiff ausgebrochenen ansteckenden Krankheiten gestorben. Kapitän Baanman schickte diese sieben Mann an Land, um Hilfe zu holen. Das Schiff konnte aufgrund ungünstiger Winde und mangelnder Besatzung nicht für die Kapumsegelung klargemacht werden.
Daniël Silleman und Lourens Thijszoon Vijselaar waren die einzigen der sieben Männer, die drei Wochen an Land überlebten; sie ernährten sich von Schildkröten und tranken ihren eigenen Urin. Als sie zum ersten Mal den „wilden Menschenfressern“, den Khoikhoi, begegneten, erschraken sie fürchterlich. Doch die Khoikhoi waren friedlich, dank ihrer Hilfe konnten die beiden überleben. Einer der Khoikhoi benachrichtigte umgehend die nahegelegene niederländische Kapkolonie (das spätere Kapstadt), die 1652 von Jan van Riebeeck am Kap der Guten Hoffnung gegründet worden war. Von dort aus wurde sofort eine Hilfsexpedition von vier Schiffen losgeschickt, um die Gouden Buys zu retten. 
Die Gouden Buys war inzwischen mit 17 Leichen und gefüllten Geldkisten an Bord gestrandet. Sillemann wurde am Strand gerettet, die Geldkisten an Bord der Gouden Buys auf das Schiff Dageraad gebracht und man segelte zurück. Sillmann fuhr mit auf der Dageraad. Kurz bevor das Schiff in den Hafen der Kapkolonie einlaufen konnte, wurde es von einem schweren Sturm erfasst und zerschellte an den Klippen von Robben Island. Silleman überlebte auch dieses zweite Schiffsunglück. Er reiste schließlich in die Niederlande zurück und erzählte seine Erlebnisse einem Verleger in Enkhuizen, der 1695 daraus einen erfolgreichen Reisebericht in Buchform machte.